# Złoty Potok (Prudnik)
Der Złoty Potok (polnisch)/ Zlatý potok (tschechisch) (deutsch Goldbach, auch Mieserichbach) ist ein rechter Nebenfluss des Prudník/Prudnik in Tschechien und Polen.

## Verlauf
Der Zlatý potok entspringt nördlich von Heřmanovice im Grund Dlouhá stráň in der Zlatohorská vrchovina in Tschechien. Sein Oberlauf führt in einem tiefen Kerbtal zwischen dem Přičny vrch (Querberg, 974 m), Výr und Macov (794 m) durch das alte Zuckmantler Goldbergbaugebiet nach Norden. Danach durchfließt der Bach die alte Bergstadt Zlaté Hory. Nördlich davon ändert er seine Richtung gegen Nordost und fließt beim Teich Zlaté jezero auf polnisches Gebiet. Sein weiterer Lauf führt über Skowronków, Jarnołtówek, Pokrzywna nach Nordosten. Bei Trzebieszów wird der Bach von der Bahnstrecke Krnov–Głuchołazy überbrückt. Über Osiedle, Moszczanka und Łąka Prudnicka erreicht der Złoty Potok schließlich die Stadt Prudnik, wo er am Bahnhof Prudnik nach 23 Kilometern in den Prudnik einmündet. Der Złoty Potok ist an der Mündung wasserreicher als der Prudnik.
Der 9,5 Kilometer lange tschechische Teil des Einzugsgebietes umfasst 25,15 km², dort leben 4042 Menschen. Die durchschnittliche Durchflussmenge an der polnisch-tschechischen Grenze beträgt 0,436 m³/s.

## Geschichte
Der Bach entspringt in der Preseka im alten Grenzgebiet zwischen Mähren und Schlesien. In der ersten Hälfte des 13. Jahrhunderts begann am Querberg der Goldbergbau. Der Oberlauf des Baches wurde zu einem der Zentren des mittelalterlichen Goldbergbaus in Schlesien. Außerdem wurden Kupfer und Silber gefördert. Im 17. Jahrhundert setzte der Niedergang des Zuckmantler Bergbaus ein.

## Sehenswürdigkeiten
- Linksseitig über dem Zlatý potok befindet sich am Výr bei der ehemaligen Zeche Mariahilf die Maria-Hilf-Wallfahrtstätte
- Am Fuße des Přičny vrch zeugen zahlreiche Schächte, Stolln und Halden vom alten Zuckmantler Bergbau
- Östlich von Zlaté Hory erhebt ich rechtsseitig über dem Tal an der polnischen Grenze die Bischofskoppe (890 m)

## Zuflüsse
- Modrý potok (l), am Přičny vrch
- Černý potok (l), Zlaté Hory
- Skřivánskovický potok (l), bei Skowronków
- Bystry Potok (r), Pokrzywna